# Těsnění

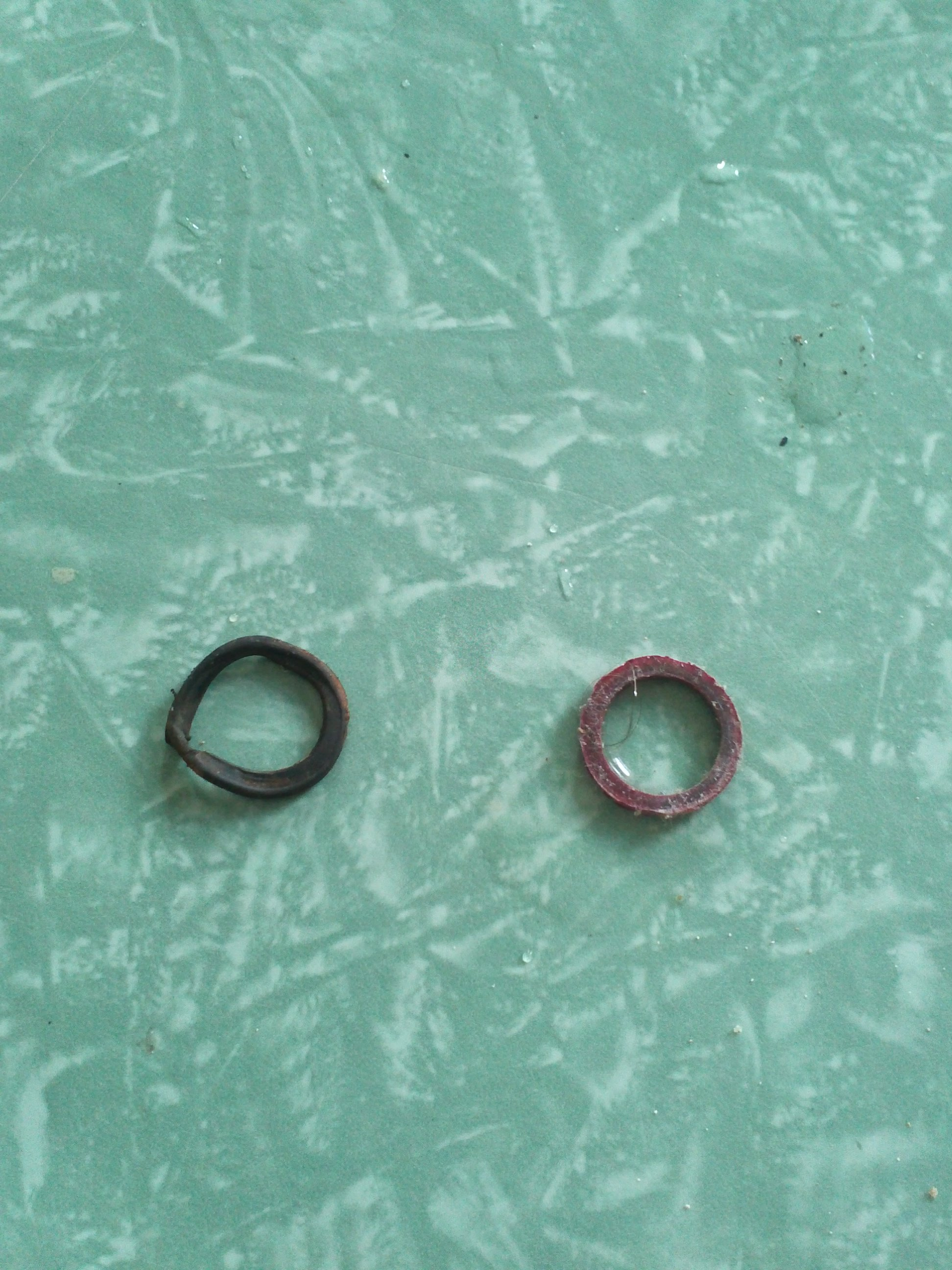
Staré pryžové (vlevo) a fíbrové (vpravo) těsnění

Těsnění je součástka, která zabraňuje průniku tekutin (kapalin nebo plynů) mezerami mezi jinými součástkami.
Těsnění se obvykle vyrábějí z pružných, nebo alespoň do malé míry deformovatelných materiálů.

## Materiály pro výrobu těsnění
- Technická pryž
- Vláknitopryžové materiály
- Expandovaný grafit
- Silikon
- PTFE
- Olovo
- Azbest
- Ocel
- Papír
- Měď

## Speciální druhy těsnění
- O-kroužek
- Ucpávka
- Pístní kroužek
- Gufero
- Labyrintové těsnění